# Саут-Віндем (Мен)
Саут-Віндем (англ. South Windham) — переписна місцевість (CDP) в США, в окрузі Камберленд штату Мен. Населення — 1215 осіб (2020).

## Географія
Саут-Віндем розташований за координатами 43°44′20″ пн. ш. 70°25′19″ зх. д. / 43.73889° пн. ш. 70.42194° зх. д. (43.738793, -70.421901).  За даними Бюро перепису населення США в 2010 році переписна місцевість мала площу 3,27 км², з яких 3,09 км² — суходіл та 0,17 км² — водойми.

## Демографія
Згідно з переписом 2010 року, у переписній місцевості мешкали 1374 особи в 288 домогосподарствах у складі 197 родин. Густота населення становила 421 особа/км².  Було 296 помешкань (91/км²).
Расовий склад населення:
| - 94,9 % — білих - 3,1 % — чорних або афроамериканців - 0,6 % — корінних американців - 0,2 % — азіатів - 0,1 % — вихідців з тихоокеанських островів |

До двох чи більше рас належало 0,9 %. Частка іспаномовних становила 1,2 % від усіх жителів.
За віковим діапазоном населення розподілялося таким чином: 12,2 % — особи молодші 18 років, 79,8 % — особи у віці 18—64 років, 8,0 % — особи у віці 65 років та старші. Медіана віку мешканця становила 35,8 року. На 100 осіб жіночої статі у переписній місцевості припадало 180,4 чоловіків;  на 100 жінок у віці від 18 років та старших — 193,0 чоловіків також старших 18 років.
Середній дохід на одне домашнє господарство  становив 41 175 доларів США (медіана — 43 155), а середній дохід на одну сім'ю — 49 565 доларів (медіана — 49 432). Медіана доходів становила 23 707 доларів для чоловіків та 39 491 долар для жінок. За межею бідності перебувало 9,2 % осіб, у тому числі 0,0 % дітей у віці до 18 років та 8,9 % осіб у віці 65 років та старших.
Цивільне працевлаштоване населення становило 245 осіб. Основні галузі зайнятості: освіта, охорона здоров'я та соціальна допомога — 45,3 %, роздрібна торгівля — 10,2 %, науковці, спеціалісти, менеджери — 9,4 %.